# Sindrome CHARGE
La sindrome CHARGE (acronimo in inglese di coloboma, heart defect, atresia choanae, retarded growth and development, genital hypoplasia, ear anomalies/deafness, che in italiano si traduce in coloboma, difetti cardiaci, atresia delle coane, ritardo globale dello sviluppo, ipoplasia degli organi genitali, anomalie delle orecchie o sordità) è una malattia genetica rara a trasmissione autosomica dominante.

## Epidemiologia e storia
La malattia venne descritta per la prima volta nel 1979, mentre la mutazione genetica responsabile della sindrome fu individuata nel 2004. La prevalenza della malattia è stimata ad un individuo ogni 10 000, mentre l'incidenza alla nascita si attesta attorno a un caso ogni 8 500 persone.

## Eziologia
Causa della malattia è una mutazione del gene CHD7, localizzato sul braccio lungo del cromosoma 8, in corrispondenza del locus genico 8q12.1. Nel corso dell'embriogenesi, normalmente la rottura della membrana bucconasale avviene tra il 35º e il 38º giorno di vita intrauterina; se la membrana non si rompe, si verifica l'atresia delle coane, segno caratteristico (anche se non patognomonico) della sindrome. Le anomalie cardiache conotruncali connesse alla patologia sono invece dovute a un difetto della migrazione delle cellule della cresta neurale, nel corso della 7ª settimana di vita dell'embrione. La coclea si sviluppa nel 36º giorno, mentre gli occhi iniziano a formarsi tra il 34º e il 44º giorno, ossia durante il periodo di massimo sviluppo delle creste neurali. Tutte queste malformazioni hanno origine dunque nel periodo embrionario, ossia nelle prime 8 settimane di vita intrauterina.

## Clinica

### Segni e sintomi
La gravità della sindrome varia molto da individuo a individuo e non sembra variare in funzione del tipo di mutazione riscontrata a carico del gene CHD7. Circa l'80% dei soggetti affetti dalla sindrome presenta anomalie oculari: il segno più comune è la presenza di una fessura (coloboma), monolaterale o bilaterale, a livello dell'iride (più raramente), della retina (più frequentemente) o di entrambe le strutture dell'occhio. Il visus risulta conseguentemente, ma non sempre, compromesso in modo più o meno grave. Le anomalie oculari possono includere anche anoftalmia o microftalmia.
Le anomalie cardiache riguardano il 75-80% dei pazienti con sindrome CHARGE; la cardiopatia congenita più frequente è la tetralogia di Fallot (in circa un terzo dei casi); è frequente anche il riscontro di pervietà del dotto di Botallo, ventricolo destro "a doppia uscita" (da esso si dipartono infatti, sia l'arteria polmonare destra che l'aorta, anziché solo quest'ultima), presenza di un canale atrioventricolare, difetto interventricolare, difetto interatriale con o senza anomalie associate della valvola mitrale.
L'atresia delle coane è una retrazione o un'assenza di comunicazione tra la cavità nasale e il nasofaringe.
Si osserva spesso un ritardo della crescita anche grave. Sebbene il peso alla nascita sia solitamente normale, le difficoltà nell'alimentazione conseguenti alle anomalie nasofaringee non devono essere sottovalutate e necessitano di una presa in carico continuativa. La maggior parte dei bambini affetti dalla sindrome ha un'altezza entro il terzo centile della distribuzione dei coetanei. Può essere presente ritardo mentale con intensità molto variabile: alcuni pazienti manifestano deficit profondi, altri hanno un'intelligenza normale. La sindrome CHARGE comporta un'elevata probabilità di sviluppare disturbi del comportamento e condotte simil-autistiche.
Se le anomalie degli organi genitali sono di facile identificazione nei maschi, la loro individuazione nelle pazienti di sesso femminile può essere difficoltoso; la pubertà è generalmente tardiva per entrambi i sessi. Si riscontrano spesso anche anomalie renali.
Tra l'80% e il 100% dei pazienti affetti da sindrome CHARGE presenta anomalie delle orecchie e dei nervi cranici; le orecchie presentano spesso un lobulo ipoplasico secondario all'assenza di cartilagine e un'innervazione carente dei muscoli auricolari per via di malformazioni a carico del nervo facciale. La sordità (o perlomeno una marcata ipoacusia) è quasi sempre presente in questi pazienti. Alcune anomalie a carico delle ossa del cranio possono essere osservate nell'ambito della diagnostica per immagini per formulare, tenendo conto anche di altre anomalie organiche, un'ipotesi di sindrome CHARGE.

### Diagnosi e counseling genetico
Uno studio standard del cariotipo permette di escludere anomalie a carico dei cromosomi 9, 14 e 22. L'ibridazione fluorescente in situ permette di escludere la sindrome da delezione 22q11. Altre patologie da escludere nella diagnosi differenziale sono la sindrome di VATER, le malattie causate da mutazioni del gene PAX2 e l'embriopatia da assunzione di acido retinoico da parte della madre in gravidanza. Sebbene l'ereditarietà della malattia sia di tipo autosomico dominante, la maggior parte dei casi sono sporadici nella famiglia, conseguenti cioè ad una mutazione de novo nel soggetto che, a seguito di essa, sviluppa poi il fenotipo alterato.
È possibile comunque effettuare un counseling genetico per i genitori al fine di individuare eventuali piccole mutazioni potenzialmente patogeniche a carico del gene CHD7. Se due genitori sani hanno un figlio affetto dalla sindrome, il rischio di recidiva nella prole è del 2% circa. Alcuni studi clinici hanno individuato l'avanzata età paterna come fattore di rischio.

## Trattamento
Non esiste una terapia in grado di mitigare il quadro clinico della sindrome CHARGE. La qualità e la durata della vita dipendono generalmente dalla gravità con cui la sindrome si manifesta su base individuale; i pazienti affetti dalle forme più lievi della malattia possono condurre una vita relativamente normale.